# Andrakammarvalet i Sverige 1905
Andrakammarvalet i Sverige 1905 hölls i september detta år. 

## Valsystem
Valsättet var en blandning av indirekta- och direkta val. I 145 av landsbygdens 150 valkretsar tillämpades direkta val och detsamma gällde de 46 stadsvalkretsarna. Resterande 5 landsbygdsvalkretsar tillämpade alltså indirekta val, vilka utfördes av elektorer. Stadsvalkretsarna valde totalt 80 ledamöter. Dessa var i regel enmansvalkretsar med undantag för de största städerna som fick fler mandat, dessa var; Stockholm (22 mandat), Göteborg (9 mandat), Malmö (4 mandat), Norrköping (2 mandat) och Gävle (2 mandat). Alla landsbygdsvalkretsar hade ett mandat var.
Rösträtt till andra kammaren hade män som var över 21 år och hade inkomst på minst 800 kronor per år eller ägde en fastighet taxerad till minst 1 000 kronor, eller arrenderade en fastighet taxerad till minst 6 000 kronor. För att vara valbar skulle man ha fyllt 25 år och bo i valkretsen. Av folkmängden den 31 december 1904, 5 260 811, hade 432 099 (8,2 %) rösträtt. Detta var en ökning med mer än 50 000 personer från 1902. Utvecklingen med fler röstberättigade gynnade den politiska vänstern.

## Valkampanj
Valet skedde i unionsupplösningens efterdyningar men fokuset i valrörelsen kom att ligga på rösträttsfrågan och hur valsättet skulle se ut i framtiden, snarare än försvaret. Liberalerna ville behålla systemet med val i enmansvalkretsar medan de konservativa ville se proportionella val. Vänstern hade inför valet stärkta organisationer med större kapacitet till kampanjande än föregående valår. Karl Staaff från Liberala samlingspartiet och Hjalmar Branting från Socialdemokraterna var frontfigurer för sina respektive partier och höll flera tal. Staaff hämmades dock något av sitt arbete i regeringen. Traditionen att regeringen skulle hålla sig utanför valrörelsen höll på att brytas. De konservativa hade 1904 bildat riksorganisationen Allmänna valmansförbundet. I konservativa kretsar fanns dock en skepsis gentemot kampanjandet och valmansförbundets arbete var följaktligen inte så omfattande.

## Valresultat
Liberalerna och Socialdemokraterna gick framåt och fick tillsammans majoritet i andra kammaren för första gången. Efter valet bildades Nationella framstegspartiet av några bonderepresentanter och högersinnade stadsrepresentanter från Lantmannapartiet. För första gången deltog mer än hälften av rikets röstberättigade.

### Partivis
Siffrorna avser de sammanlagda röstetalen för riksdagsledamöter som tillhörde respektive parti under riksdagen 1906 och baseras, liksom antalet mandat, på uppgifter om riksdagsledamöters partitillhörighet från bokserien Tvåkammarriksdagen 1867–1970. Röstetalen på valkretsnivå är hämtade från SCB. I stadsvalkretsar med flera mandat har röstetalen skattats . Det ska också påpekas att partigrupperingarna var relativt diffusa och att partibyten inte var ovanliga.
| Parti                | Parti                       | Röstfördelning | Röstfördelning | Mandat | Mandat |
| Parti                | Parti                       | Röster         | Elektorer      | Antal  | +/-    |
| -------------------- | --------------------------- | -------------- | -------------- | ------ | ------ |
|                      | Liberala samlingspartiet    | 67 507         | 27             | 107    | +3     |
|                      | Lantmannapartiet            | 30 300         | 95             | 57     | -34    |
|                      | Nationella framstegspartiet | 20 244         | 21             | 39     | nytt   |
|                      | Socialdemokraterna          | 11 480         | 0              | 13     | +9     |
|                      | Vänstervildar               | 728            | 0              | 2      | +-0    |
|                      | Högervilde                  | 618            | 0              | 1      | ny     |
|                      | Obundna                     | 6 072          | 0              | 11     | -13    |
|                      | Övriga                      | 78 408         | 12             | -      | -      |
| Antal giltiga röster | Antal giltiga röster        | 215 357        | 155            | 230    | -      |
| Ogiltiga röster      | Ogiltiga röster             | 1 615          | 1              |        |        |
| Totalt               | Totalt                      | 216 972        | 156            |        |        |

### Ideologisk tillhörighet
| Ideologi         | Röster (%) | Mandat | +/- |
| ---------------- | ---------- | ------ | --- |
| Konservativa     | 45,3       | 108    | -11 |
| Liberaler        | 45,2       | 109    | +2  |
| Socialdemokrater | 9,5        | 13     | +9  |
| Totalt           | 100,0      | 230    | -   |

### Valdeltagande

#### Antal
|              | Direkta val | Indirekta val | Samtliga val |
| ------------ | ----------- | ------------- | ------------ |
| Städerna     | 77 663      | -             | 77 663       |
| Landsbygden  | 139 309     | 787           | 140 096      |
| Hela Sverige | 216 972     | 787           | 217 759      |

#### Andel
|              | Direkta val | Indirekta val | Samtliga val |
| ------------ | ----------- | ------------- | ------------ |
| Städerna     | 65,5        | -             | 65,5         |
| Landsbygden  | 45,4        | 11,4          | 44,7         |
| Hela Sverige | 51,0        | 11,4          | 50,4         |

## Regeringsbildning
Efter två månaders uppskjutande av det oundvikliga bad Oscar II Karl Staaff bilda regering och därmed tillträdde den första Staaffregeringen i november 1905; för första gången hade valresultatet i ett riksdagsval haft direkt och betydande inverkan på regeringsbildningen.
Regeringen Staaff försökte under våren 1906 att driva igenom en rösträttsreform, men misslyckades att få första kammaren med sig, och upplöste därför regeringen efter drygt ett halvt år. Högerregeringen Lindman tillträdde därmed 29 maj 1906, och satt kvar resterande del av mandatperioden.

### Fotnoter
1. ↑  Riksdagsordningen 1866
2. ↑  I dessa valkretsar har ett partis röstetal dividerats på antalet röster varje väljare hade att ge. Annars skulle dessa valkretsar överrepresenteras kraftigt i röstfördelningen.
3. ↑  The Swedish electorate 1887-1968, Almqvist & Wiksell
4. ↑  Riksdagen genom tiderna,  Almqvist & Wiksell international